# Якоб Ондрейка
Якоб Ондрейка (швед. Jacob Ondrejka, нар. 2 вересня 2002, Ландскруна, Швеція) — шведський футболіст, нападник клубу «Ельфсборг» та молодіжної збірної Швеції.

## Ігрова кар'єра

### Клубна
Якоб Ондрейка народився у місті Ландскруна і займатися футболом починав у місцевому клубі «Ландскруна». У 2019 році футболіст дебютував на професійному рівні у Дивізіоні 1.
Перед початком сезону 2020 року Ондрейка підписав контракт до кінця 2022 року з клубом Аллсвенскан «Ельфсборг». Початок сезону 2020 року у Швеції через пандемію коронавірусу було затримано, то ж дебют у новій команді Якоба відбувся лише у червні того року. Ще через місяць футболіст відзначився першим забитим голом у вищому дивізіоні. Влітку 2022 року Ондрейка у складі «Ельфсборга» дебютував на міжнародній арені у матчах кваліфікації Ліги конференцій.

### Збірна
З 2022 року Якоб Ондрейка є гравцем молодіжної збірної Швеції.

## Досягнення
«Антверпен»
- Володар Суперкубка Бельгії: 2023

Особисті досягнення
- Гравець місяця Аллсвенскан: травень 2023[7][8]